# Hardware (film)
Pour les articles homonymes, voir Hardware (homonymie).
Pour plus de détails, voir Fiche technique et Distribution.
Hardware est un film britannique écrit et réalisé par Richard Stanley, sorti en 1990.

## Synopsis
En achetant chez un ferrailleur la tête d'un vieux cyborg pour l'offrir à sa petite amie sculptrice, Moses Baxter, dit « Mo » (Dylan McDermott), ne se doute pas de ce qu'il va déclencher. Ce vieux robot, un Mark 13 équipé d'armes sophistiquées, avait été conçu et programmé pour régler radicalement le problème de surpopulation. Même en plusieurs morceaux, le robot semble toujours décidé à remplir sa mission…

## Fiche technique
- Titre : Hardware
- Titre français en dvd : Génétic warrior
- Réalisation : Richard Stanley
- Scénario :Richard Stanley d'après le comics SHOK! Walter's Robo-Tale (2000 AD (comics))
- Production : Elizabeth Karlsen, Nik Powell, JoAnne Sellar, Paul Trijbits, Bob Weinstein, Harvey Weinstein, Stephen Woolley et Trix Worrell
- Musique : Simon Boswell
- Photographie : Steven Chivers
- Montage : Derek Trigg
- Pays d'origine :  Royaume-Uni  États-Unis
- Format : couleurs - 1,85:1 - Dolby
- Distributeur : Sinfonia
- Genre : science-fiction
- Durée : 93 minutes
- Dates de sortie : 
  -  France : 29 mai 1991

## Distribution
- Dylan McDermott : Moses Baxter
- Stacey Travis : Jill
- John Lynch : Shades
- William Hootkins : Lincoln Wineberg Jr.
- Iggy Pop : Angry Bob
- Carl McCoy : Nomad
- Mark Northover (VF : Patrice Melennec) : Alvy
- Paul McKenzie : Vernon
- Lemmy : chauffeur de taxi
- Mac McDonald : présentateur

## Distinctions
- 1991 : Prix des effets spéciaux : XIXe Festival du film fantastique d'Avoriaz